# Гражданские приходы Ирландии (административно-территориальная единица)

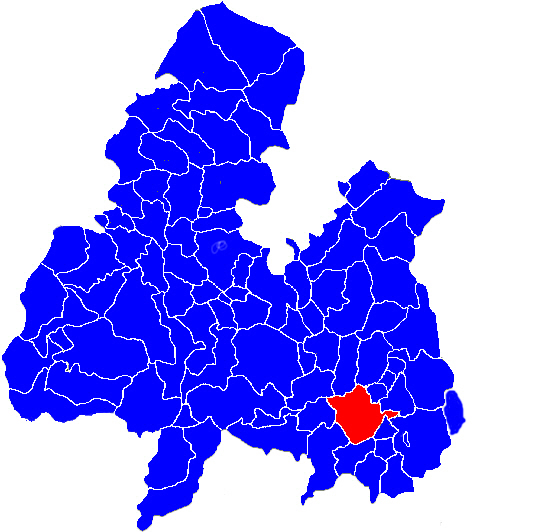
Гражданский приход Терлс, северная часть графства Типперэри

Гражданские приходы Ирландии (англ. Civil parishes of Ireland; ирл. paróistí sibhialta, paróistí dlí, paróistí dlí ) — исторические административно-территориальные единицы, использовавшиеся в Ирландии до XIX века для налогообложения, земельного учёта и местного управления. По состоянию на 2025 год, в Ирландии насчитывается 2500 гражданских приходов.

## История

### Ранние территориальные деления
Наиболее ранним предшественником гражданских приходов являются туаты — основные единицы (в том числе территориальные) раннего гэльского общества, представлявшие собой независимые племенные общины. 
С образованием более крупных королевств в XI–XII веках туаты постепенно утратили политическую самостоятельность. Гэльское общество начало структурироваться вокруг провинциальных королевств (Лейнстер, Манстер, Коннахт, Ольстер, Миде). К тому же времени распространились церковные приходы, зародившиеся в V веке с христианизацией Ирландии Святым Патриком.

### Формирование и закрепление гражданских приходов
После англо-нормандского завоевания Ирландии в XII веке началась феодализация Ирландии. Англия ввела новую систему управления землями: баронства, маноры и графства. Границы церковных приходов начали использоваться в гражданских целях формируя гражданские приходы. Они стали основными единицами налогообложения, судебной системы и землеустройства.
В период правления династий Тюдоров и Стюартов (XVI–XVII века) английское правительство значительно усилило контроль над Ирландией. В частности, после подавления ирландских восстаний и Бегства графов 1607 года английские и шотландские протестанты были переселены в северные графства Ирландии, преимущественно в Ольстер, на земли, конфискованные у бывших гэльских вождей, бежавших в материковую Европу.
Эти события привели к окончательному утверждению и усилению административно-территориальном деления Ирландии: гражданские приходы использовались для переписи населения, сбора налогов и судебного администрирования.

### Упадок гражданских приходов
В XIX веке гражданские приходы окончательно утратили свою роль в управлении. Перепись населения 1831 года показала, что границы гражданских приходов были не всегда удобны для организации управления. Уже к концу XIX века сбор налогов перешел к графства — гражданские приходы перестали быть основой местного налогообложения.
Таким образом, процесс постепенного вытеснения гражданских приходов другими территориальными делениями завершился к началу XX века, оставиви их лишь в кадастровых записях.

## В настоящее время
Гражданские приходы в Ирландии не имеют административного значения, но сохранились в сферах генеалогии, кадастра и исторической географии.
Современные земельные реестры Ирландии (включая архивы Управления регистрации земель) продолжают использовать гражданские приходы как географический ориентир для обозначения участков.
Также, законодательство Ирландии имеет одну статью, по прежнему использующую определение гражданского прихода — «Закон о спиртных напитках» 1988 года.